# Lettország a 2014. évi téli olimpiai játékokon
Lettország az oroszországi Szocsiban megrendezett 2014. évi téli olimpiai játékok egyik részt vevő országa volt. Az országot az olimpián 9 sportágban 58 sportoló képviselte, akik összesen 5 érmet szereztek.

## Érmesek
| Érem  | Versenyző                                                        | Sportág   | Versenyszám  |
| ----- | ---------------------------------------------------------------- | --------- | ------------ |
| Arany | Daumants Dreiškens Oskars Melbārdis Jānis Strenga Arvis Vilkaste | Bob       | Férfi négyes |
| Ezüst | Martins Dukurs                                                   | Szkeleton | Férfi        |
| Bronz | Daumants Dreiškens Oskars Melbārdis                              | Bob       | Férfi kettes |
| Bronz | Andris Šics Juris Šics                                           | Szánkó    | Kettes       |
| Bronz | Elīza Tīruma Mārtiņš Rubenis Andris Šics / Juris Šics            | Szánkó    | Vegyes váltó |

## Alpesisí
Férfi
| Versenyző          | Versenyszám            | 1. futam      | 1. futam      | 2. futam | 2. futam | Összesítés    | Összesítés    |
| Versenyző          | Versenyszám            | Idő           | Hely.         | Idő      | Hely.    | Idő           | Helyezés      |
| ------------------ | ---------------------- | ------------- | ------------- | -------- | -------- | ------------- | ------------- |
| Roberts Rode       | Lesiklás               |               |               |          |          | 2:17,50       | 47.           |
| Roberts Rode       | Műlesiklás             | nem ért célba | nem ért célba | kiesett  | kiesett  | kiesett       | kiesett       |
| Roberts Rode       | Szuperóriás-műlesiklás |               |               |          |          | nem ért célba | nem ért célba |
| Mārtiņš Onskulis   | Műlesiklás             | 56,16         | 61.           | 1:01,44  | 24.      | 1:57,60       | 27.           |
| Mārtiņš Onskulis   | Óriás-műlesiklás       | nem ért célba | nem ért célba | kiesett  | kiesett  | kiesett       | kiesett       |
| Kristaps Zvejnieks | Műlesiklás             | nem ért célba | nem ért célba | kiesett  | kiesett  | kiesett       | kiesett       |
| Kristaps Zvejnieks | Óriás-műlesiklás       | 1:27,80       | 47.           | 1:29,50  | 46.      | 2:57,30       | 43.           |

Női
| Versenyző       | Versenyszám            | 1. futam      | 1. futam      | 2. futam      | 2. futam      | Összesítés | Összesítés |
| Versenyző       | Versenyszám            | Idő           | Hely.         | Idő           | Hely.         | Idő        | Helyezés   |
| --------------- | ---------------------- | ------------- | ------------- | ------------- | ------------- | ---------- | ---------- |
| Agnese Āboltiņa | Szuperóriás-műlesiklás |               |               |               |               | 1:36,10    | 31.        |
| Agnese Āboltiņa | Műlesiklás             | 1:05,44       | 49.           | 1:01,18       | 35.           | 2:06,62    | 37.        |
| Agnese Āboltiņa | Óriás-műlesiklás       | 1:31,85       | 61.           | nem ért célba | nem ért célba | kiesett    | kiesett    |
| Lelde Gasūna    | Műlesiklás             | 1:00,47       | 37.           | 56,82         | 30.           | 1:57,29    | 30.        |
| Lelde Gasūna    | Óriás-műlesiklás       | nem ért célba | nem ért célba | kiesett       | kiesett       | kiesett    | kiesett    |

## Biatlon
Férfi
| Versenyző            | Versenyszám            | Időeredmény | Lövőhiba    | Helyezés |
| -------------------- | ---------------------- | ----------- | ----------- | -------- |
| Andrejs Rastorgujevs | 10 km sprint           | 25:20,2     | 1 (1+0)     | 17.      |
| Andrejs Rastorgujevs | 12,5 km üldözőverseny  | 34:36,9     | 1 (0+0+1+0) | 9.       |
| Andrejs Rastorgujevs | 15 km tömegrajtos      | 43:53,1     | 3 (0+1+1+1) | 14.      |
| Andrejs Rastorgujevs | 20 km egyéni indításos | 53:18,9     | 3 (0+1+0+2) | 33.      |

Női
| Versenyző     | Versenyszám            | Időeredmény   | Lövőhiba  | Helyezés |
| ------------- | ---------------------- | ------------- | --------- | -------- |
| Žanna Juškāne | 7,5 km sprint          | 25:36,5       | 6 (2+4)   | 79.      |
| Žanna Juškāne | 15 km egyéni indításos | nem ért célba | 6 (2+2+2) | –        |

## Bob
Férfi
| Versenyző                                                         | Versenyszám | 1. futam | 1. futam | 2. futam | 2. futam | 3. futam | 3. futam | 4. futam | 4. futam | Összesítés | Összesítés |
| Versenyző                                                         | Versenyszám | Idő      | Hely.    | Idő      | Hely.    | Idő      | Hely.    | Idő      | Hely.    | Idő        | Helyezés   |
| ----------------------------------------------------------------- | ----------- | -------- | -------- | -------- | -------- | -------- | -------- | -------- | -------- | ---------- | ---------- |
| Daumants Dreiškens Oskars Melbārdis*                              | Kettes      | 56,62    | 8.       | 56,68    | =3.      | 56,43    | 5.       | 56,75    | 8.       | 3:46,48    |            |
| Oskars Ķibermanis* Vairis Leiboms                                 | Kettes      | 57,11    | 16.      | 57,22    | 19.      | 57,00    | 15.      | 57,19    | 19.      | 3:48,52    | 14.        |
| Raivis Broks Oskars Ķibermanis* Vairis Leiboms Helvijs Lūsis      | Négyes      | 55,68    | 15.      | 55,52    | 13.      | 55,97    | =17.     | 55,81    | 16.      | 3:42,98    | 12.        |
| Daumants Dreiškens Oskars Melbārdis* Jānis Strenga Arvis Vilkaste | Négyes      | 55,10    | 5.       | 55,13    | 1.       | 55,15    | 2.       | 55,31    | 3.       | 3:40,69    |            |

* – a bob vezetője

## Gyorskorcsolya
Férfi
| Versenyző      | Versenyszám | 1. futam | 1. futam | 2. futam | 2. futam | Eredmény | Helyezés |
| Versenyző      | Versenyszám | Idő      | Hely.    | Idő      | Hely.    | Eredmény | Helyezés |
| -------------- | ----------- | -------- | -------- | -------- | -------- | -------- | -------- |
| Haralds Silovs | 500 m       | 36,12    | 39.      | 36,32    | 38.      | 72,44    | 37.      |
| Haralds Silovs | 1000 m      |          |          |          |          | 1:10,29  | 24.      |
| Haralds Silovs | 1500 m      |          |          |          |          | 1:46,79  | 14.      |

## Jégkorong

### Férfi
| Lett nemzeti férfi jégkorongcsapat-játékoskeret | Lett nemzeti férfi jégkorongcsapat-játékoskeret | Lett nemzeti férfi jégkorongcsapat-játékoskeret | Lett nemzeti férfi jégkorongcsapat-játékoskeret | Lett nemzeti férfi jégkorongcsapat-játékoskeret | Lett nemzeti férfi jégkorongcsapat-játékoskeret | Lett nemzeti férfi jégkorongcsapat-játékoskeret |
| #                                               | Név                                             | Poszt                                           | Magasság                                        | Súly                                            | Kor                                             | Klub                                            |
| ----------------------------------------------- | ----------------------------------------------- | ----------------------------------------------- | ----------------------------------------------- | ----------------------------------------------- | ----------------------------------------------- | ----------------------------------------------- |
| 50                                              | Kristers Gudļevskis                             | K                                               | 193 cm                                          | 86 kg                                           | 1992. július 31. (21 évesen)                    | Syracuse Crunch                                 |
| 31                                              | Edgars Masaļskis                                | K                                               | 179 cm                                          | 85 kg                                           | 1980. március 31. (33 évesen)                   | HK Poprad                                       |
| 1                                               | Ervīns Muštukovs                                | K                                               | 184 cm                                          | 85 kg                                           | 1984. április 7. (29 évesen)                    | EfB Ishockey                                    |
| 37                                              | Oskars Bārtulis                                 | V                                               | 190 cm                                          | 92 kg                                           | 1987. január 21. (27 évesen)                    | HK Donbassz Doneck                              |
| 29                                              | Ralfs Freibergs                                 | T                                               | kizárták                                        | kizárták                                        | kizárták                                        | kizárták                                        |
| 32                                              | Artūrs Kulda                                    | V                                               | 188 cm                                          | 98 kg                                           | 1988. július 25. (25 évesen)                    | Szalavat Julajev Ufa                            |
| 8                                               | Sandis Ozoliņš                                  | V                                               | 190 cm                                          | 97 kg                                           | 1972. augusztus 3. (41 évesen)                  | HK Dinamo Rīga                                  |
| 81                                              | Georgijs Pujacs                                 | V                                               | 184 cm                                          | 98 kg                                           | 1981. június 11. (32 évesen)                    | HK Dinamo Rīga                                  |
| 9                                               | Krišjānis Rēdlihs                               | V                                               | 189 cm                                          | 93 kg                                           | 1981. január 15. (33 évesen)                    | HK Dinamo Rīga                                  |
| 6                                               | Arvīds Reķis                                    | V                                               | 180 cm                                          | 90 kg                                           | 1979. január 1. (35 évesen)                     | HK Dinamo Rīga                                  |
| 11                                              | Kristaps Sotnieks                               | V                                               | 184 cm                                          | 87 kg                                           | 1987. január 29. (27 évesen)                    | HK Dinamo Rīga                                  |
| 21                                              | Armands Bērziņš                                 | T                                               | 192 cm                                          | 97 kg                                           | 1983. december 27. (30 évesen)                  | HK Bejbarisz                                    |
| 47                                              | Mārtiņš Cipulis                                 | T                                               | 181 cm                                          | 85 kg                                           | 1980. november 29. (33 évesen)                  | HK Dinamo Rīga                                  |
| 10                                              | Lauris Dārziņš                                  | T                                               | 191 cm                                          | 91 kg                                           | 1985. január 28. (29 évesen)                    | HK Dinamo Rīga                                  |
| 16                                              | Kaspars Daugaviņš                               | T                                               | 185 cm                                          | 93 kg                                           | 1988. május 18. (25 évesen)                     | HC Geneve-Servette                              |
| 28                                              | Zemgus Girgensons                               | T                                               | 188 cm                                          | 88 kg                                           | 1994. január 5. (20 évesen)                     | Buffalo Sabres                                  |
| 70                                              | Miks Indrašis                                   | T                                               | 190 cm                                          | 85 kg                                           | 1990. szeptember 30. (23 évesen)                | HK Dinamo Rīga                                  |
| 51                                              | Koba Jass                                       | T                                               | 183 cm                                          | 87 kg                                           | 1990. május 4. (23 évesen)                      | Bílí Tygři Liberec                              |
| 15                                              | Mārtiņš Karsums                                 | T                                               | 177 cm                                          | 88 kg                                           | 1986. február 26. (27 évesen)                   | HK Gyinamo Moszkva                              |
| 91                                              | Ronalds Ķēniņš                                  | T                                               | 182 cm                                          | 91 kg                                           | 1991. február 28. (22 évesen)                   | ZSC Lions                                       |
| 79                                              | Vitālijs Pavlovs                                | T                                               | kizárták                                        | kizárták                                        | kizárták                                        | kizárták                                        |
| 24                                              | Miķelis Rēdlihs                                 | T                                               | 181 cm                                          | 81 kg                                           | 1984. július 1. (29 évesen)                     | Lokomotyiv Jaroszlavl                           |
| 5                                               | Jānis Sprukts                                   | T                                               | 190 cm                                          | 102 kg                                          | 1982. január 31. (32 évesen)                    | Lokomotyiv Jaroszlavl                           |
| 3                                               | Juris Štāls                                     | T                                               | 191 cm                                          | 94 kg                                           | 1982. április 8. (31 évesen)                    | HK Poprad                                       |
| 12                                              | Herberts Vasiļjevs                              | T                                               | 180 cm                                          | 84 kg                                           | 1976. május 23. (37 évesen)                     | Krefeld Pinguine                                |
| Vezetőedző: Ted Nolan                           | Vezetőedző: Ted Nolan                           | Vezetőedző: Ted Nolan                           | Vezetőedző: Ted Nolan                           | Vezetőedző: Ted Nolan                           | 1958. április 7. (55 évesen)                    | 1958. április 7. (55 évesen)                    |

- Posztok rövidítései: K – Kapus, V – Védő, T – Támadó
- Kor: 2014. február 13-i kora

Csoportkör
C csoport
| Hely. | Csapat           | M | Gy | HGy | HV | V | G+ | G– | Gk | P | Továbbjutás |
| ----- | ---------------- | - | -- | --- | -- | - | -- | -- | -- | - | ----------- |
| 1.    | Svédország (SWE) | 3 | 3  | 0   | 0  | 0 | 10 | 5  | +5 | 9 | Negyeddöntő |
| 2.    | Svájc (SUI)      | 3 | 2  | 0   | 0  | 1 | 2  | 1  | +1 | 6 | Rájátszás   |
| 3.    | Csehország (CZE) | 3 | 1  | 0   | 0  | 2 | 6  | 7  | −1 | 3 | Rájátszás   |
| 4.    | Lettország (LAT) | 3 | 0  | 0   | 0  | 3 | 5  | 10 | −5 | 0 | Rájátszás   |

| 2014. február 12. 21:00 (18:00) | Lettország (LAT) | 0–1 (0–0, 0–0, 0–1) | Svájc (SUI) | Sajba Aréna, Szocsi Nézőszám: 5116 |

| Jegyzőkönyv                                  | Jegyzőkönyv      | Jegyzőkönyv                  | Jegyzőkönyv  | Jegyzőkönyv                                                                      |
| -------------------------------------------- | ---------------- | ---------------------------- | ------------ | -------------------------------------------------------------------------------- |
|                                              | Edgars Masaļskis | Kapusok                      | Jonas Hiller | Játékvezetők: Lars Brüggemann Brad Meier Vonalbírók: Derek Amell Sakari Suominen |
| \| \| 0–1 \| 59:52 – S. Moser (M. Streit) \| |                  |                              |              | Játékvezetők: Lars Brüggemann Brad Meier Vonalbírók: Derek Amell Sakari Suominen |
| 10 perc                                      | Büntetések       | 6 perc                       |              | Játékvezetők: Lars Brüggemann Brad Meier Vonalbírók: Derek Amell Sakari Suominen |
| 21                                           | Lövések          | 39                           |              | Játékvezetők: Lars Brüggemann Brad Meier Vonalbírók: Derek Amell Sakari Suominen |
|                                              | 0–1              | 59:52 – S. Moser (M. Streit) |              | Játékvezetők: Lars Brüggemann Brad Meier Vonalbírók: Derek Amell Sakari Suominen |

| 2014. február 14. 12:00 (9:00) | Csehország (CZE) | 4–2 (2–1, 2–1, 0–0) | Lettország (LAT) | Bolsoj Jégcsarnok, Szocsi Nézőszám: 5831 |

| Jegyzőkönyv | Jegyzőkönyv    | Jegyzőkönyv                                       | Jegyzőkönyv      | Jegyzőkönyv                                                             |
| --- | -------------- | ------------------------------------------------- | ---------------- | ----------------------------------------------------------------------- |
| | Ondřej Pavelec | Kapusok                                           | Edgars Masaļskis | Játékvezetők: Tim Peel Jyri Ronn Vonalbírók: Andre Schrader Mark Wheler |
| \| M. Erat (D. Krejčí, A. Hemský) – 10:10 \| 1–0 \| \| \| \| 1–1 \| 13:05 – J. Sprukts (K. Rēdlihs, L. Dārziņš) (PP1) \| \| J. Jágr (M. Židlický, T. Plekanec) (PP1) – 19:29 \| 2–1 \| \| \| \| 2–2 \| 22:45 – H. Vasiļjevs (G. Pujacs) \| \| J. Voráček (Z. Michálek) – 27:06 \| 3–2 \| \| \| M. Židlický (M. Hanzal, P. Nedvěd) – 37:02 \| 4–2 \| \| |                |                                                   |                  | Játékvezetők: Tim Peel Jyri Ronn Vonalbírók: Andre Schrader Mark Wheler |
| 8 perc | Büntetések     | 8 perc                                            |                  | Játékvezetők: Tim Peel Jyri Ronn Vonalbírók: Andre Schrader Mark Wheler |
| 39 | Lövések        | 20                                                |                  | Játékvezetők: Tim Peel Jyri Ronn Vonalbírók: Andre Schrader Mark Wheler |
| M. Erat (D. Krejčí, A. Hemský) – 10:10 | 1–0            |                                                   |                  | Játékvezetők: Tim Peel Jyri Ronn Vonalbírók: Andre Schrader Mark Wheler |
| | 1–1            | 13:05 – J. Sprukts (K. Rēdlihs, L. Dārziņš) (PP1) |                  | Játékvezetők: Tim Peel Jyri Ronn Vonalbírók: Andre Schrader Mark Wheler |
| J. Jágr (M. Židlický, T. Plekanec) (PP1) – 19:29 | 2–1            |                                                   |                  | Játékvezetők: Tim Peel Jyri Ronn Vonalbírók: Andre Schrader Mark Wheler |
| | 2–2            | 22:45 – H. Vasiļjevs (G. Pujacs)                  |                  |                                                                         |
| J. Voráček (Z. Michálek) – 27:06 | 3–2            |                                                   |                  |                                                                         |
| M. Židlický (M. Hanzal, P. Nedvěd) – 37:02 | 4–2            |                                                   |                  |                                                                         |

| 2014. február 15. 21:00 (18:00) | Svédország (SWE) | 5–3 (1–1, 3–1, 1–1) | Lettország (LAT) | Sajba Aréna, Szocsi Nézőszám: 3709 |

| Jegyzőkönyv | Jegyzőkönyv      | Jegyzőkönyv                                              | Jegyzőkönyv         | Jegyzőkönyv                                                                   |
| --- | ---------------- | -------------------------------------------------------- | ------------------- | ----------------------------------------------------------------------------- |
| | Henrik Lundqvist | Kapusok                                                  | Kristers Gudļevskis | Játékvezetők: Antonín Jeřábek Ian Walsh Vonalbírók: Tommy George Andy McElman |
| \| P. Berglund (E. Karlsson, A. Steen) (PP1) – 15:50 \| 1–0 \| \| \| \| 1–1 \| 18:48 – L. Dārziņš (J. Sprukts, K. Sotnieks) \| \| \| 1–2 \| 21:22 – J. Sprukts (K. Rēdlihs, M. Karsums) (PP1) \| \| E. Karlsson (N. Bäckström, D. Alfredsson) (PP1) – 22:45 \| 2–2 \| \| \| D. Alfredsson (D. Sedin, A. Edler) (PP1) – 36:14 \| 3–2 \| \| \| J. Ericsson (O. Ekman-Larsson, J. Silfverberg) (PP1) – 38:47 \| 4–2 \| \| \| \| 4–3 \| 41:28 – Z. Girgensons (K. Daugaviņš, R. Freibergs) (PP1) \| \| A. Edler (D. Sedin, M. Johansson) – 52:20 \| 5–3 \| \| |                  |                                                          |                     | Játékvezetők: Antonín Jeřábek Ian Walsh Vonalbírók: Tommy George Andy McElman |
| 12 perc | Büntetések       | 12 perc                                                  |                     | Játékvezetők: Antonín Jeřábek Ian Walsh Vonalbírók: Tommy George Andy McElman |
| 30 | Lövések          | 23                                                       |                     | Játékvezetők: Antonín Jeřábek Ian Walsh Vonalbírók: Tommy George Andy McElman |
| P. Berglund (E. Karlsson, A. Steen) (PP1) – 15:50 | 1–0              |                                                          |                     | Játékvezetők: Antonín Jeřábek Ian Walsh Vonalbírók: Tommy George Andy McElman |
| | 1–1              | 18:48 – L. Dārziņš (J. Sprukts, K. Sotnieks)             |                     | Játékvezetők: Antonín Jeřábek Ian Walsh Vonalbírók: Tommy George Andy McElman |
| | 1–2              | 21:22 – J. Sprukts (K. Rēdlihs, M. Karsums) (PP1)        |                     | Játékvezetők: Antonín Jeřábek Ian Walsh Vonalbírók: Tommy George Andy McElman |
| E. Karlsson (N. Bäckström, D. Alfredsson) (PP1) – 22:45 | 2–2              |                                                          |                     |                                                                               |
| D. Alfredsson (D. Sedin, A. Edler) (PP1) – 36:14 | 3–2              |                                                          |                     |                                                                               |
| J. Ericsson (O. Ekman-Larsson, J. Silfverberg) (PP1) – 38:47 | 4–2              |                                                          |                     |                                                                               |
| | 4–3              | 41:28 – Z. Girgensons (K. Daugaviņš, R. Freibergs) (PP1) |                     |                                                                               |
| A. Edler (D. Sedin, M. Johansson) – 52:20 | 5–3              |                                                          |                     |                                                                               |

Rájátszás a negyeddöntőbe jutásért
| 2014. február 18. 21:00 (18:00) | Svájc (SUI) | 1–3 (0–2, 1–0, 0–1) | Lettország (LAT) | Bolsoj Jégcsarnok, Szocsi Nézőszám: 7912 |

| Jegyzőkönyv | Jegyzőkönyv  | Jegyzőkönyv                                       | Jegyzőkönyv      | Jegyzőkönyv                                                                 |
| --- | ------------ | ------------------------------------------------- | ---------------- | --------------------------------------------------------------------------- |
| | Jonas Hiller | Kapusok                                           | Edgars Masaļskis | Játékvezetők: Mike Leggo Jyri Rönn Vonalbírók: Brad Kovachik André Schrader |
| \| \| 0–1 \| 08:38 – O. Bārtulis (K. Daugaviņš, Z. Girgensons) \| \| \| 0–2 \| 11:19 – L. Dārziņš (M. Rēdlihs) (PP) \| \| M. Plüss (R. Suri) – 35:01 \| 1–2 \| \| \| \| 1–3 \| 59:00 – L. Dārziņš (V. Pavlovs) (ENG) \| |              |                                                   |                  | Játékvezetők: Mike Leggo Jyri Rönn Vonalbírók: Brad Kovachik André Schrader |
| 4 perc | Büntetések   | 2 perc                                            |                  | Játékvezetők: Mike Leggo Jyri Rönn Vonalbírók: Brad Kovachik André Schrader |
| 33 | Lövések      | 22                                                |                  | Játékvezetők: Mike Leggo Jyri Rönn Vonalbírók: Brad Kovachik André Schrader |
| | 0–1          | 08:38 – O. Bārtulis (K. Daugaviņš, Z. Girgensons) |                  | Játékvezetők: Mike Leggo Jyri Rönn Vonalbírók: Brad Kovachik André Schrader |
| | 0–2          | 11:19 – L. Dārziņš (M. Rēdlihs) (PP)              |                  | Játékvezetők: Mike Leggo Jyri Rönn Vonalbírók: Brad Kovachik André Schrader |
| M. Plüss (R. Suri) – 35:01 | 1–2          |                                                   |                  | Játékvezetők: Mike Leggo Jyri Rönn Vonalbírók: Brad Kovachik André Schrader |
| | 1–3          | 59:00 – L. Dārziņš (V. Pavlovs) (ENG)             |                  |                                                                             |

Negyeddöntő
| 2014. február 19. 21:00 (18:00) | Kanada (CAN) | 2–1 (1–1, 0–0, 1–0) | Lettország (LAT) | Bolsoj Jégcsarnok, Szocsi Nézőszám: 9825 |

| Jegyzőkönyv | Jegyzőkönyv | Jegyzőkönyv                               | Jegyzőkönyv         | Jegyzőkönyv                                                                |
| --- | ----------- | ----------------------------------------- | ------------------- | -------------------------------------------------------------------------- |
| | Carey Price | Kapusok                                   | Kristers Gudļevskis | Játékvezetők: Tim Peel Jyri Rönn Vonalbírók: Brad Kovachik Sakari Suominen |
| \| P. Sharp (R. Nash) – 13:37 \| 1–0 \| \| \| \| 1–1 \| 15:41 – L. Dārziņš (A. Kulda, J. Sprukts) \| \| S. Weber (D. Doughty, J. Toews) (PP1) – 53:06 \| 2–1 \| \| |             |                                           |                     | Játékvezetők: Tim Peel Jyri Rönn Vonalbírók: Brad Kovachik Sakari Suominen |
| 6 perc | Büntetések  | 6 perc                                    |                     | Játékvezetők: Tim Peel Jyri Rönn Vonalbírók: Brad Kovachik Sakari Suominen |
| 57 | Lövések     | 16                                        |                     | Játékvezetők: Tim Peel Jyri Rönn Vonalbírók: Brad Kovachik Sakari Suominen |
| P. Sharp (R. Nash) – 13:37 | 1–0         |                                           |                     | Játékvezetők: Tim Peel Jyri Rönn Vonalbírók: Brad Kovachik Sakari Suominen |
| | 1–1         | 15:41 – L. Dārziņš (A. Kulda, J. Sprukts) |                     | Játékvezetők: Tim Peel Jyri Rönn Vonalbírók: Brad Kovachik Sakari Suominen |
| S. Weber (D. Doughty, J. Toews) (PP1) – 53:06 | 2–1         |                                           |                     | Játékvezetők: Tim Peel Jyri Rönn Vonalbírók: Brad Kovachik Sakari Suominen |

| Csapat           | Helyezés |
| ---------------- | -------- |
| Lettország (LAT) | 8.       |

## Rövidpályás gyorskorcsolya
Férfi
| Versenyző       | Versenyszám | Előfutam | Előfutam | Elődöntő | Elődöntő | B döntő | B döntő | Döntő   | Döntő   | Helyezés |
| Versenyző       | Versenyszám | Idő      | Hely.    | Idő      | Hely.    | Idő     | Hely.   | Idő     | Hely.   | Helyezés |
| --------------- | ----------- | -------- | -------- | -------- | -------- | ------- | ------- | ------- | ------- | -------- |
| Roberto Puķītis | 1500 m      | 2:30,671 | 5. ADV   | 2:16,961 | 5.       | kiesett | kiesett | kiesett | kiesett | 15.      |

## Sífutás
Férfi
| Versenyző     | Versenyszám | Selejtező | Selejtező | Negyeddöntő | Negyeddöntő | Elődöntő | Elődöntő | Döntő         | Döntő         |
| Versenyző     | Versenyszám | Idő       | Hely.     | Idő         | Hely.       | Idő      | Hely.    | Idő           | Helyezés      |
| ------------- | ----------- | --------- | --------- | ----------- | ----------- | -------- | -------- | ------------- | ------------- |
| Arvis Liepiņš | 15 km       |           |           |             |             |          |          | 45:36,2       | 73.           |
| Arvis Liepiņš | 30 km       |           |           |             |             |          |          | 1:20:00,1     | 66.           |
| Arvis Liepiņš | 50 km       |           |           |             |             |          |          | 2:04:45,6     | 59.           |
| Arvis Liepiņš | Sprint      | 3:49,28   | 61.       | kiesett     | kiesett     | kiesett  | kiesett  | kiesett       | 61.           |
| Jānis Paipals | 15 km       |           |           |             |             |          |          | nem ért célba | nem ért célba |
| Jānis Paipals | Sprint      | 3:56,21   | 71.       | kiesett     | kiesett     | kiesett  | kiesett  | kiesett       | 71.           |

Női
| Versenyző      | Versenyszám | Selejtező | Selejtező | Negyeddöntő | Negyeddöntő | Elődöntő | Elődöntő | Döntő   | Döntő    |
| Versenyző      | Versenyszám | Idő       | Hely.     | Idő         | Hely.       | Idő      | Hely.    | Idő     | Helyezés |
| -------------- | ----------- | --------- | --------- | ----------- | ----------- | -------- | -------- | ------- | -------- |
| Inga Daushkane | 10 km       |           |           |             |             |          |          | 36:13,1 | 65.      |
| Inga Daushkane | Sprint      | 2:53,90   | 59.       | kiesett     | kiesett     | kiesett  | kiesett  | kiesett | 59.      |

## Szánkó
| Versenyző                                             | Versenyszám  | 1. futam | 1. futam | 2. futam | 2. futam | 3. futam | 3. futam | 4. futam | 4. futam | Összesítés | Összesítés |
| Versenyző                                             | Versenyszám  | Idő      | Hely.    | Idő      | Hely.    | Idő      | Hely.    | Idő      | Hely.    | Idő        | Helyezés   |
| ----------------------------------------------------- | ------------ | -------- | -------- | -------- | -------- | -------- | -------- | -------- | -------- | ---------- | ---------- |
| Inārs Kivlenieks                                      | Férfi egyes  | 52,872   | 15.      | 52,927   | 20.      | 52,347   | 16.      | 52,379   | 17.      | 3:30,525   | 16.        |
| Kristaps Mauriņš                                      | Férfi egyes  | 53,144   | 23.      | 52,923   | 19.      | 52,518   | 21.      | 52,630   | 23.      | 3:31,215   | 21.        |
| Mārtiņš Rubenis                                       | Férfi egyes  | 52,775   | =11.     | 52,560   | 7.       | 52,229   | 10.      | 52,133   | 5.       | 3:29,697   | 10.        |
| Elīza Tīruma                                          | Női egyes    | 50,926   | 11.      | 50,651   | 12.      | 50,758   | 12.      | 50,736   | 13.      | 3:23,071   | 12.        |
| Ulla Zirne                                            | Női egyes    | 51,125   | 15.      | 51,159   | 21.      | 51,054   | 15.      | 51,347   | 21       | 3:24,685   | 18.        |
| Oskars Gudramovičs Pēteris Kalniņš                    | Kettes       | 50,388   | 12.      | 50,074   | 9.       |          |          |          |          | 1:40,462   | 10.        |
| Andris Šics Juris Šics                                | Kettes       | 49,88    | 5.       | 49,91    | 3.       |          |          |          |          | 1:39,790   |            |
| Elīza Tīruma Mārtiņš Rubenis Andris Šics / Juris Šics | Vegyes váltó |          |          |          |          |          |          |          |          | 2:47,295   |            |

## Szkeleton
| Versenyző        | Versenyszám | 1. futam | 1. futam | 2. futam | 2. futam | 3. futam | 3. futam | 4. futam | 4. futam | Összesítés | Összesítés |
| Versenyző        | Versenyszám | Idő      | Hely.    | Idő      | Hely.    | Idő      | Hely.    | Idő      | Hely.    | Idő        | Helyezés   |
| ---------------- | ----------- | -------- | -------- | -------- | -------- | -------- | -------- | -------- | -------- | ---------- | ---------- |
| Martins Dukurs   | Férfi       | 56,18    | 2.       | 56,37    | 2.       | 56,26    | 1.       | 56,29    | 2.       | 3:45,10    |            |
| Tomass Dukurs    | Férfi       | 57,03    | 6.       | 57,06    | 12.      | 56,75    | 5.       | 56,74    | =7.      | 3:47,58    | 4.         |
| Lelde Priedulēna | Női         | 59,73    | 16.      | 59,31    | 11.      | 58,73    | 12.      | 58,51    | 10.      | 3:56,28    | 14.        |